# Peter Storey
Peter Edwin Storey (narozen 7. září 1945 ve Farnham, Surey, Anglie) je bývalý anglický fotbalista.
Většinu své kariéry strávil v Arsenalu, do kterého přišel jako dorostenec v roce 1961. V roce 1962 se stal profesionálním hráčem. Začínal jako pravý obránce, byl houževnatý, hrál oběma nohama a jeho zákroky byly tvrdé. První tři sezóny strávil v mládežnických a rezervních klubech. Svoji premiéru v prvním týmu Arsenalu si odbyl 30. října 1965 proti Leicester City. Ihned si zajistil místo v týmu a v nadcházející sezóně se stal členem základní jedenáctky.
Jak jeho kariéra pokračovala, Storey vystřídal pozici a posunul se dopředu na místo defenzivního záložníka. S týmem Arsenalu dvakrát prohrál ve finále Anglického ligového poháru v letech 1968 a 1969, než se dočkal výhry v Evropské lize UEFA v ročníku 1969–1970. Známý pro své zákroky a celkově tvrdé hře (v roce 2007 se umístil na 26. místě v žebříčku „50 největších tvrďáků“ deníku The Times) sehrál důležitou roli v získání double pro Arsenal v následujícím roce, když vyhrál 1. ligu i FA Cup. Jedním z jeho nejvýraznějších momentů bylo vsítění dvou gólů Stoke City v semifinále FA Cup, kdy zařídil pro Arsenal remízu 2-2 poté, co prohrávali 2-0. Odvetu Arsenal vyhrál poměrem 2-0 a poté porazil ve finále Liverpool.
Storey debutoval v dresu národního týmu v roce 1971 proti Řecku (na své původní pozici pravého obránce), na začátku 70. let odehrál s národním týmem 19 zápasů, kdy zaplnil pozici v záloze po končícím Nobby Stilesovi. Přestože během doby, kdy hrál Storey, měl anglický národní tým bilanci 11 vítězství, 5 remíz a 3 porážky, celkově špatná forma způsobila, že si Storey nezahrál na žádném velkém turnaji.
Poté, co ztratil svou pozici v Arsenalu po nástupu nového manažera Terryho Neilla, byl Storey prodán do Fulhamu za 10.000 GBP. Za Arsenal celkově odehrál 501 utkání, což ho řadí na celkovou 8. příčku v klubových statistikách. Jeho agresivní projev na hřišti dal vzniknout vtipu, který koloval mezi fanoušky a médii; říká se v něm, že je „jednopatrák v sektoru hrůzy“
(jedná se o hříčku s jeho jménem, kdy „storey“ znamená v angličtině podlaží a také zřejmě naráží na jeho výšku).
Před ukončením kariéry v roce 1978 strávil jednu sezónu ve Fulhamu na Craven Cottage.
V září 2010 vydal otevřenou autobiografii nazvanou True Storey: My Life and Crimes as a Football Hatched Man, ale mluvil také o tom, že o svém životním pádu natočí film.

## Problémy se zákonem
V roce 1979 byl Storey pokutován a dostal půlroční podmínku za provozování nevěstince v Londýně. V roce 1980 byl odsouzen ke třem letům vězení pro financování padělatelů zlatých mincí. V roce 1990 byl odsouzen ke 28 dnům vězení pro pašování 20 pornografických nahrávek.

## Další literatura
- Harris, Jeff & Hogg, Tony (ed.). Arsenal Who's Who. [s.l.]: Independent UK Sports, 1995. ISBN 1-899429-03-4.